# JMAX THEATER
JMAX THEATER（ジェイマックスシアター）とは、金子興業株式会社（かねここうぎょう）が新潟県上越市と富山県富山市に展開するシネマコンプレックスである。J-MAXと表記されることがある。

## 概要

### 前史
1948年（昭和23年）、新潟県高田市仲町3丁目（後の上越市仲町3丁目5-12）に「高田中央劇場」（たかだちゅうおうげきじょう）が設立・開業したのが始まりである。開館5年後の1953年（昭和28年）の時点では、高田市内の映画館は中央劇場と、高田松竹館（現：高田世界館）、高田文化劇場、高田シネマの4館のみだったが、1956年（昭和31年）には東映の封切館「高田東映劇場」を併設し、当館は2スクリーン体制となった。
1971年（昭和46年）4月29日、高田市が直江津市と合併して上越市に改称すると、翌1972年（昭和47年）に現法人となる金子興業が設立。これを機に旧法人の高田合同興業は解散し中劇は一時休館。1976年（昭和51年）に高田東映と統合する形で『高田中劇会館』としてリニューアル。それから11年後の1987年（昭和62年）には、ライバル館だった高田シネマ2スクリーン（高田シネマ、高田ムービータイム）が閉館・廃業され、旧高田市内の映画館は当館2スクリーンと高田日活（現：高田世界館）の計3スクリーンに減少。その後1990年代末頃には館名を高田中劇1・2に統一した。

### シネコン開業後
2004年（平成16年）6月26日、後述の「JMAX THEATER」が上越市冨岡3524にオープン。高田中劇も引き続き営業を続けたが2006年（平成18年）9月に中劇2スクリーンはすべて閉館。金子興業は映画館運営をJMAX THEATERに集約させた。なお、中劇閉館から6年近く経った2012年（平成24年）6月21日には、当時高校1年生の男子5名が中劇会館内にあったボウリング場に放火した疑いで逮捕される事件も起こっている。高田中劇会館は事件後に取り壊されて更地となり、2024年（令和6年）時点の現況も同様である。
長らく上越市内のみで営業していたが、2016年（平成28年）に富山市に新たにできた商業施設『ユウタウン総曲輪』内に「JMAX THEATER とやま」を開館させ、県外にも進出した。

## 劇場

### JMAX THEATER 上越
新潟県上越市にあるシネマコンプレックス。シアター1・3・5・8にはRealDを導入し、3D映画にも対応している。
新型コロナウイルス感染拡大に伴う緊急事態宣言発令により2020年（令和2年）4月21日から休館していたが、5月15日より再開した。
スクリーン
いずれのスクリーンも下記の座席数に加えて車椅子用の席が2席存在する。
| JMAX THEATER 上越のスクリーン | JMAX THEATER 上越のスクリーン | JMAX THEATER 上越のスクリーン | JMAX THEATER 上越のスクリーン | JMAX THEATER 上越のスクリーン |
| スクリーン                    | 座席数                        | スクリーンサイズ              | 音響設備                      | 3D設備                        |
| ----------------------------- | ----------------------------- | ----------------------------- | ----------------------------- | ----------------------------- |
| シアター1                     | 312席                         | 13,000×5,400                  | Dolby 5.1ch                   | RealD                         |
| シアター2                     | 182席                         | 12,000×5,000                  | Dolby 5.1ch                   | -                             |
| シアター3                     | 103席                         | 7,000×3,800                   | Dolby 5.1ch                   | RealD                         |
| シアター4                     | 103席                         | 7,000×3,800                   | Dolby 5.1ch                   | -                             |
| シアター5                     | 93席                          | 7,000×3,800                   | Dolby 5.1ch                   | RealD                         |
| シアター6                     | 93席                          | 7,000×3,800                   | Dolby 5.1ch                   | -                             |
| シアター7                     | 93席                          | 7,000×3,800                   | Dolby 5.1ch                   | -                             |
| シアター8                     | 208席                         | 13,000×5,400                  | Dolby 5.1ch                   | RealD                         |

### JMAX THEATER とやま
富山県富山市の複合商業施設『ユウタウン総曲輪』2階 - 4階にあるシネマコンプレックス。2016年（平成28年）6月3日に開業。
音響システムは日本海側初となるBarco社の「Auro 11.1ch3Dサウンドシステム」をシアター1に、3D映画の上映システムは「Volfoni」をシアター1・2・8に導入している。
また、富山県の朝日町にルーツを持つ中川龍太郎が監督を務めている作品を積極的に上映している。
スクリーン
| JMAX THEATER とやまのスクリーン | JMAX THEATER とやまのスクリーン | JMAX THEATER とやまのスクリーン | JMAX THEATER とやまのスクリーン | JMAX THEATER とやまのスクリーン |
| スクリーン                      | 座席数 （車椅子）               | スクリーンサイズ                | 音響設備                        | 3D設備                          |
| ------------------------------- | ------------------------------- | ------------------------------- | ------------------------------- | ------------------------------- |
| シアター1                       | 316席（2）                      | 13,550×H5,670                   | Barco Auro 11.1ch               | Volfoni                         |
| シアター2                       | 77席（1）                       | 6,900×2,880                     | Dolby 7.1ch                     | Volfoni                         |
| シアター3                       | 125席（2）                      | 9,150×4,800                     | Dolby 7.1ch                     | -                               |
| シアター4                       | 86席（1）                       | 7,450×4,030                     | Dolby 7.1ch                     | -                               |
| シアター5                       | 77席（1）                       | 6,990×3,730                     | Dolby 7.1ch                     | -                               |
| シアター6                       | 125席（2）                      | 9,150×4,800                     | Dolby 7.1ch                     | -                               |
| シアター7                       | 167席（2）                      | 12,140×5,100                    | Dolby 7.1ch                     | -                               |
| シアター8                       | 205席（2）                      | 13,550×5,360                    | Dolby 7.1ch                     | Volfoni                         |